# Хентайґана
Японська писемність
Ієрогліфи 漢字
Абетка 仮名
- Хіраґана 平仮名
- Катакана 片仮名
- Манйоґана 万葉仮名
- Хентайґана 変体仮名
- Джіндай моджі

Використання
- Фуріґана 振り仮名
- Окуріґана 送り仮名

Латиниця

Українська кирилиця
Хентайґана (яп. 変体仮名 — «незвичайна кана») — в японській писемності альтернативна силабічна абетка кана, яка відрізняється від стадартних хіраґани і катакана скорописними формами знаків. Хентайґана виникла у результаті стандартизації скороченого написання знаків манйоґани, в якій для вираження одного складу використовувалися різні ієрогліфи. До реформи 1900 року, коли за кожною морою японської мови був закріплений один знак хіраґани, хентайґана використовувалась нарівні з хіраґаною, при цьому вибір при написанні між двома абетками був вільний. Хентайґана не включена до таблиці Юнікоду.
У сучасній писемності хентайґана вважається застарілою, однак у деяких областях вона застосовується по-сьогодні. Наприклад, багато ресторанів, де подають японську гречану локшину соба, використовують хентайґану для запису «кісоба» на своїх вивісках. Хентайґана використовується у деяких офіційних рукописних документах і посвідченнях, які видаються школами бойових мистецтв, релігійними семінарами й школами етикету. Також хентайґана застосовується для відтворення класичних японських текстів, або для надання тексту старовинного вигляду. Використання хентайґани схоже із сучасним використанням готичного письма в німецькій, або старослов'янської в'язі в українській мовах. Втім, більшість японців сьогодні не можуть читати хентайґану, розуміючи лише деякі знаки, що часто зустрічаються на рекламних вивісках ресторанів або здогадуючись про зміст написаного за контекстом.
Зауваження: слово «хентай» (変体 — незвичайний) не варто плутати з омонімом «хентай» (変態 — збочений), що є жаргонним терміном для позначення різновиду еротичного аніме і манґи.

## Знаки
Деякі знаки хентайґани:

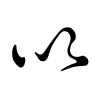
以（い）і
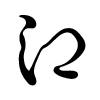
江（え）е
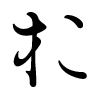
於（お）о
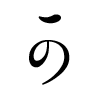
可（か）ка
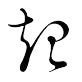
記（き）кі
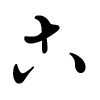
古（こ）ко
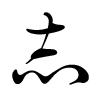
志（し）сі
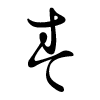
春（す）су
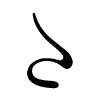
多（た）та
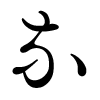
奈（な）на
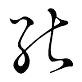
能（の）но
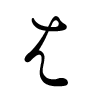
者（は）ха
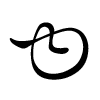
由（ゆ）ю
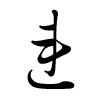
連（れ）ре
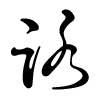
路（ろ）ро
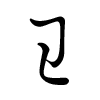
王（わ）ва